# Opera Mini
Opera Mini là trình duyệt web cho điện thoại di động, được phát triển bởi Opera Software. Là một trình duyệt miễn phí, nó chiếm 70% thị phần trình duyệt trên điện thoại di động ở Việt Nam và có khoảng 71,2 triệu người sử dụng trên toàn thế giới tính đến tháng 9 năm 2010.

## Hình ảnh

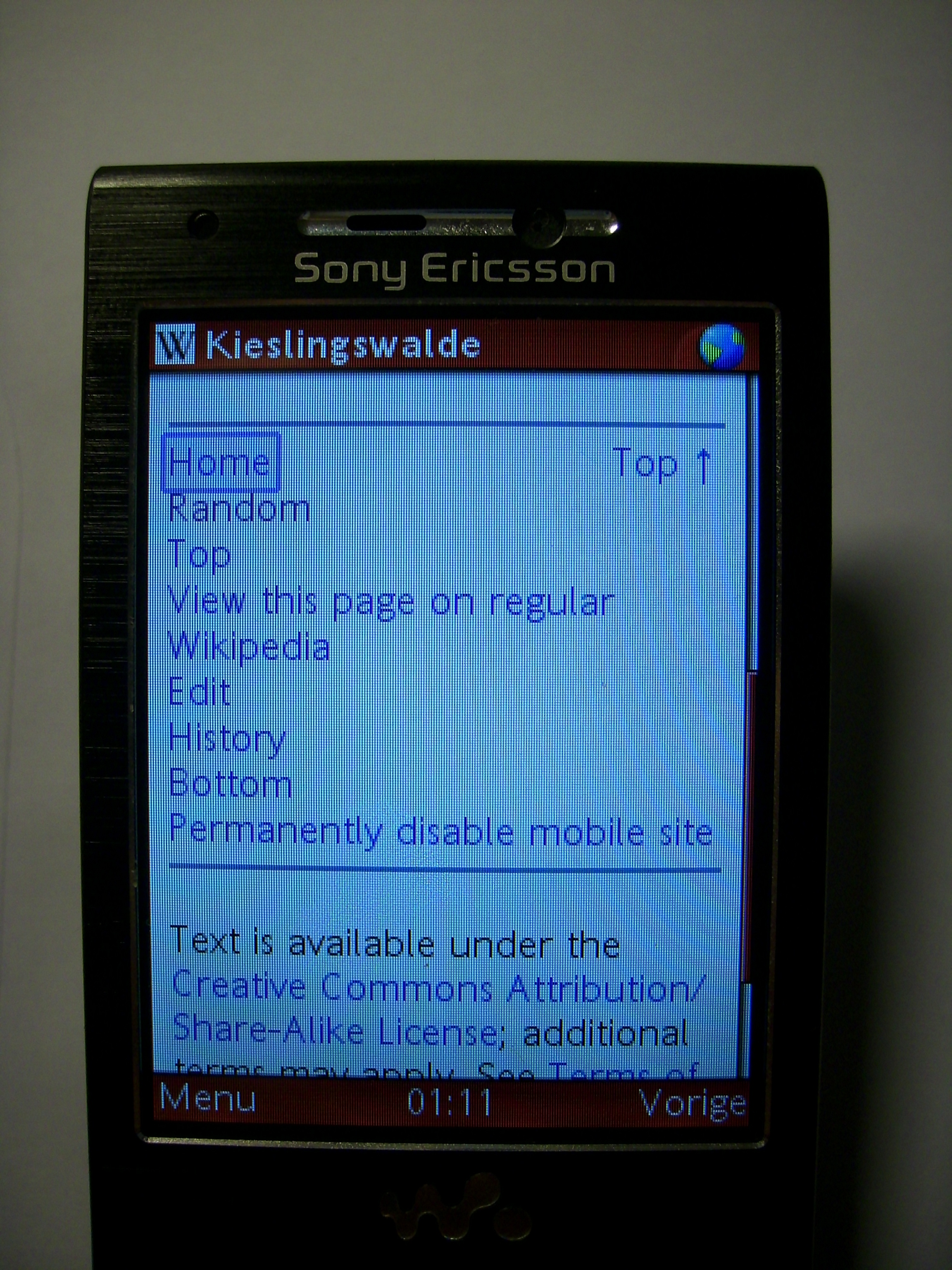